# 美吉屋
美吉屋（みよしや）は、歌舞伎役者の屋号。
由来は不詳。
美吉屋の代表的な名跡は以下のものがある。なお参考までに定紋も併せて記した。
| 屋号            | 名跡                           | 定紋                                 | 定紋 |
| --------------- | ------------------------------ | ------------------------------------ | ---- |
| みよしや 美吉屋 | かみむら きちや 上村吉彌       | おりしきかたに よのじ 折敷型に世の字 |      |
| みよしや 美吉屋 | かみむら おりのすけ 上村折乃助 | おりしきかたに よのじ 折敷型に世の字 |      |
| みよしや 美吉屋 | かみむら きちたろう 上村吉太朗 | おりしきかたに よのじ 折敷型に世の字 |      |